# Campeonato Africano de Atletismo de 2018 - 800 m feminino
A prova dos 800 metros feminino do Campeonato Africano de Atletismo de 2018 foi disputada entre os dias 4 e 5 de agosto, no Estádio Stephen Keshi,  em Asaba,  na Nigéria. 

## Recordes
Antes desta competição, os recordes mundiais e do campeonato nesta prova eram os seguintes:
|                       | Nome                  | Nacionalidade   | Tempo     | Local   | Data                 |
| --------------------- | --------------------- | --------------- | --------- | ------- | -------------------- |
| Recorde mundial       | Jarmila Kratochvílová | Tchecoslováquia | 1m 53s 28 | Munique | 26 de julho de 1983  |
| Recorde do campeonato | Maria Mutola          | Moçambique      | 1m 56s 36 | Durban  | 27 de junho de 1993  |
| Recorde africano      | Pamela Jelimo         | Quênia          | 1m 54s 01 | Zurique | 29 de agosto de 2008 |

Os seguintes recordes foram estabelecidos durante esta competição:
| Data       | Evento | Atleta         | Nacionalidade | Tempo     | Notas                 |
| ---------- | ------ | -------------- | ------------- | --------- | --------------------- |
| 5 de junho | Final  | Caster Semenya | África do Sul | 1m 56s 06 | Recorde do campeonato |

## Medalhistas
| Ouro                 | Prata                    | Bronze              |
| Caster Semenya (RSA) | Francine Niyonsaba (BDI) | Habitam Alemu (ETH) |

## Cronograma
Todos os horários são locais (UTC+1). 
| Data        | Hora  | Evento  |
| ----------- | ----- | ------- |
| 4 de agosto | 17:15 | Bateria |
| 5 de agosto | 18:15 | Final   |

## Resultados

### Bateria
Qualificação: 2 atletas de cada bateria (Q) mais os 2 melhores qualificados (q).
| Posição | Bateria | Atleta                    | Nacionalidade | Tempo   | Notas |
| ------- | ------- | ------------------------- | ------------- | ------- | ----- |
| 1       | 2       | Malika Akkaoui            | Marrocos      | 2:01.36 | Q     |
| 2       | 2       | Francine Niyonsaba        | Burundi       | 2:01.63 | Q     |
| 3       | 2       | Noelie Yarigo             | Benim         | 2:02.05 | q     |
| 4       | 3       | Habitam Alemu             | Etiópia       | 2:02.51 | Q     |
| 5       | 3       | Halimah Nakaayi           | Uganda        | 2:02.54 | Q     |
| 6       | 1       | Winnie Nanyondo           | Uganda        | 2:02.66 | Q     |
| 7       | 2       | Margaret Wambui           | Quênia        | 2:02.80 | q     |
| 8       | 1       | Caster Semenya            | África do Sul | 2:02.90 | Q     |
| 9       | 3       | Eunice Sum                | Quênia        | 2:03.38 |       |
| 10      | 1       | Emily Cherotich           | Quênia        | 2:03.40 |       |
| 11      | 3       | Amna Bakhait              | Sudão         | 2:04.44 |       |
| 12      | 3       | Abike Funmilola Egbeniyi  | Nigéria       | 2:04.67 |       |
| 13      | 1       | Diribe Welteji            | Etiópia       | 2:04.77 |       |
| 14      | 2       | Kore Tola                 | Etiópia       | 2:05.87 |       |
| 15      | 3       | Khadija Benkassem         | Marrocos      | 2:08.35 |       |
| 16      | 2       | Liliane Nguetsa           | Camarões      | 2:08.41 |       |
| 17      | 2       | Tsepang Sello             | Lesoto        | 2:09.03 |       |
| 18      | 1       | Maryjoy Mudyiravanji      | Zimbabwe      | 2:11.62 |       |
| 19      | 1       | Violette Ndayikengurukiye | Burundi       | 2:11.89 |       |
| 20      | 1       | Semira Mebrahtu           | Eritreia      | 2:12.19 |       |
| 21      | 3       | Souhra Ali Med            | Djibuti       | 2:13.09 |       |
| 22      | 1       | Rababe Arafi              | Marrocos      | DNF     |       |
| 23      | 3       | Carla Mendes              | Cabo Verde    | DNS     |       |

### Final
| Posição           | Atleta             | Nacionalidade | Tempo   | Notas                 |
| ----------------- | ------------------ | ------------- | ------- | --------------------- |
| Medalha de ouro   | Caster Semenya     | África do Sul | 1:56.06 | Recorde do campeonato |
| Medalha de prata  | Francine Niyonsaba | Burundi       | 1:57.97 |                       |
| Medalha de bronze | Habitam Alemu      | Etiópia       | 1:58.86 |                       |
| 4                 | Halimah Nakaayi    | Uganda        | 1:58.90 |                       |
| 5                 | Winnie Nanyondo    | Uganda        | 1:59.41 |                       |
| 6                 | Malika Akkaoui     | Marrocos      | 2:00.01 |                       |
| 7                 | Noelie Yarigo      | Benim         | 2:04.36 |                       |
| 8                 | Margaret Wambui    | Quênia        | DNF     |                       |

Legenda
| Recorde mundial       | Recorde mundial (World record)               |                       | Recorde africano                      | Recorde africano (African) |                                           | Q | Classificado por posição (Qualified) |
| Recorde do campeonato | Recorde do campeonato (Championship record)  | Recorde da América    | Recorde da América (Americas)         | q                          | Classificado por melhor tempo (Qualified) |   |                                      |
| Melhor marca do ano   | Melhor marca do ano (World leading)          | Recorde asiático      | Recorde asiático (Asian)              | DNS                        | Não largou (Did not start)                |   |                                      |
| Recorde nacional      | Recorde nacional (National record)           | Recorde europeu       | Recorde europeu (European)            | DNF                        | Não terminou (Did not finish)             |   |                                      |
| Recorde pessoal       | Recorde pessoal do atleta (Personal best)    | Recorde da Oceania    | Recorde da Oceania (Oceania)          | DSQ / DQ                   | Desclassificado (Disqualified)            |   |                                      |
| Recorde da temporada  | Recorde da temporada do atleta (Season best) | Recorde sul-americano | Recorde sul-americano (South America) | NM                         | Sem marca (No mark)                       |   |                                      |